# Alliance française de Suva
 (signalé en juin 2025).
Si vous disposez d'ouvrages ou d'articles de référence ou si vous connaissez des sites web de qualité traitant du thème abordé ici, merci de compléter l'article en donnant les références utiles à sa vérifiabilité et en les liant à la section « Notes et références ».
- Archive Wikiwix
- Bing
- Cairn
- DuckDuckGo
- E. Universalis
- Gallica
- Google
- G. Books
- G. News
- G. Scholar
- Persée
- Qwant
- (zh) Baidu
- (ru) Yandex
- (wd) trouver des œuvres sur Wikidata

L’Alliance Française de Suva (Fidji), créée en 1987 se situe 20 Desvoeux Road, appartient à un réseau mondial de plus de 1 100 Alliances Françaises. C’est aussi une organisation locale, officiellement enregistrée aux Fidji en tant qu'organisation à but non lucratif. Elle a à sa tête un comité d'administration et a établi une convention de coopération avec l’Ambassade de France à Suva. Son président est M. Peter Kaniki. Son directeur est Yann Carpentier depuis septembre 2024.

## Activités
L’Alliance Française est une école de langue et de culture française enseignant le français, le fidjien et l'hindi à tous les niveaux pour les enfants comme les adultes. 
Le secteur linguistique de l’AFS s’étend également à la traduction et à l’interprétation qui sont proposées entre les langues suivantes : français, anglais, fidjien et hindi. 
L'Alliance française de Suva offre une bibliothèque et organise un festival du film français annuel ainsi que des événements culinaires.